# Liste der Wasserschutzgebiete in Baden-Württemberg
In der Liste der Wasserschutzgebiete in Baden-Württemberg sind die rechtskräftig festgesetzten Wasserschutzgebiete (WSG) in Baden-Württemberg aufgelistet. Die rund 2300 Wasserschutzgebiete des Bundeslandes mit einer Fläche von insgesamt etwa 9500 km² dienen der Sicherung der öffentlichen Wasserversorgung und sind im Daten- und Kartendienst der Landesanstalt für Umwelt Baden-Württemberg (LUBW) erfasst.

## Geschichte
Im Jahre 1988 trat die Schutzgebiets- und Ausgleichsverordnung (SchALVO) des Landes Baden-Württemberg in Kraft. Entsprechend § 5 Absatz 1 der SchALVO veröffentlicht die LUBW jährlich eine deklaratorische Liste der Problem- und Sanierungsgebiete und derjenigen Wasserschutzgebiete, in denen die Anordnung von Schutzbestimmungen entsprechend § 5 Absatz 4 SchALVO in Betracht kommt. Die deklaratorische Liste ist eine Auflistung der zum Stichtag 1. Januar nach den Kriterien des § 5 SchALVO ermittelten Wasserschutzgebiete.
Sonstige Änderungen, beispielsweise durch Aufhebungen und Neufestsetzungen von Wasserschutzgebieten eingetretene Änderungen sind bei den unteren Wasserbehörden nachzufragen, d. h. bei den Landratsämtern der baden-württembergischen Land- und Stadtkreise.
Die jeweiligen Land- und Stadtkreise machen jährlich Angaben zur Entwicklung der Nitratkonzentrationen in den einzelnen Wasserschutzgebieten und erlassen für das folgende Jahr entweder Auflagen für Landwirte oder lockert bisherige Bewirtschaftungsauflagen auf der Grundlage der SchALVO.
Die SchALVO wurde zum 1. März 2001 novelliert. Neben der Einhaltung bestimmter Nitrat-Boden-Werte, die jährlich vom 15. Oktober bis 15. November gemessen werden, ist im Rahmen der SchALVO unter anderem vorgeschrieben, dass in den Wasserschutzgebieten Düngung und Pflanzenschutzmaßnahmen nach guter fachlicher Praxis erfolgen müssen, um das Grundwasser vor Beeinträchtigung durch Stoffeinträge aus der Landbewirtschaftung zu schützen.

## Wasserschutzgebiete in Baden-Württemberg
Wegen der großen Anzahl von Wasserschutzgebieten in Baden-Württemberg ist diese Liste in Teillisten für die 44 Land- und Stadtkreise aufgeteilt. In der folgenden, nach Regierungsbezirken sortierten Liste sind zunächst die Stadtkreise aufgeführt, gefolgt von den Landkreisen:

### Regierungsbezirk Freiburg

#### Stadtkreis
- Liste der Wasserschutzgebiete in Freiburg im Breisgau

#### Landkreise
- Liste der Wasserschutzgebiete im Landkreis Breisgau-Hochschwarzwald
- Liste der Wasserschutzgebiete im Landkreis Emmendingen
- Liste der Wasserschutzgebiete im Landkreis Konstanz
- Liste der Wasserschutzgebiete im Landkreis Lörrach
- Liste der Wasserschutzgebiete im Ortenaukreis
- Liste der Wasserschutzgebiete im Landkreis Rottweil
- Liste der Wasserschutzgebiete im Schwarzwald-Baar-Kreis
- Liste der Wasserschutzgebiete im Landkreis Tuttlingen
- Liste der Wasserschutzgebiete im Landkreis Waldshut

### Regierungsbezirk Karlsruhe

#### Stadtkreise
- Liste der Wasserschutzgebiete in Baden-Baden
- Liste der Wasserschutzgebiete in Heidelberg
- Liste der Wasserschutzgebiete in Karlsruhe
- Liste der Wasserschutzgebiete in Mannheim
- Liste der Wasserschutzgebiete in Pforzheim

#### Landkreise
- Liste der Wasserschutzgebiete im Landkreis Calw
- Liste der Wasserschutzgebiete im Enzkreis
- Liste der Wasserschutzgebiete im Landkreis Freudenstadt
- Liste der Wasserschutzgebiete im Landkreis Karlsruhe
- Liste der Wasserschutzgebiete im Neckar-Odenwald-Kreis
- Liste der Wasserschutzgebiete im Landkreis Rastatt
- Liste der Wasserschutzgebiete im Rhein-Neckar-Kreis

### Regierungsbezirk Stuttgart

#### Stadtkreise
- Liste der Wasserschutzgebiete in Stuttgart
- Liste der Wasserschutzgebiete in Heilbronn

#### Landkreise
- Liste der Wasserschutzgebiete im Landkreis Böblingen
- Liste der Wasserschutzgebiete im Landkreis Esslingen
- Liste der Wasserschutzgebiete im Landkreis Göppingen
- Liste der Wasserschutzgebiete im Landkreis Heidenheim
- Liste der Wasserschutzgebiete im Landkreis Heilbronn
- Liste der Wasserschutzgebiete im Hohenlohekreis
- Liste der Wasserschutzgebiete im Landkreis Ludwigsburg
- Liste der Wasserschutzgebiete im Main-Tauber-Kreis
- Liste der Wasserschutzgebiete im Ostalbkreis
- Liste der Wasserschutzgebiete im Rems-Murr-Kreis
- Liste der Wasserschutzgebiete im Landkreis Schwäbisch Hall

### Regierungsbezirk Tübingen

#### Stadtkreis
- Liste der Wasserschutzgebiete in Ulm

#### Landkreise
- Liste der Wasserschutzgebiete im Alb-Donau-Kreis
- Liste der Wasserschutzgebiete im Landkreis Biberach
- Liste der Wasserschutzgebiete im Bodenseekreis
- Liste der Wasserschutzgebiete im Landkreis Ravensburg
- Liste der Wasserschutzgebiete im Landkreis Reutlingen
- Liste der Wasserschutzgebiete im Landkreis Sigmaringen
- Liste der Wasserschutzgebiete im Landkreis Tübingen
- Liste der Wasserschutzgebiete im Zollernalbkreis